# Кодл, Кэти
Кэ́ти Кодл (англ. Cathy Caudle, в замужестве Кэ́ти Уо́лтер, англ. Cathy Walter; род. 1961) — канадская кёрлингистка.
В составе женской сборной Канады бронзовый призёр чемпионата мира 1983. Чемпионка Канады среди женщин и среди юниоров.
Играла в основном на позиции второго.

## Достижения
- Чемпионат мира по кёрлингу среди женщин: бронза (1983).
- Чемпионат Канады по кёрлингу среди женщин: золото (1983).
- Чемпионат Канады по кёрлингу среди юниоров: золото (1980).
- Команда всех звёзд (англ. All-Star Team) чемпионата Канады среди женщин: 1996 (позиция «второго»)[4].

## Команды
| Сезон   | Четвёртый     | Третий          | Второй      | Первый         | Запасной              | Турниры             |
| ------- | ------------- | --------------- | ----------- | -------------- | --------------------- | ------------------- |
| 1978—80 | Кэй Смит      | Krista Gatchell | Кэти Кодл   | Peggy Wilson   | тренер: Bill Gatchell | ЧКЮ 1980            |
| 1982—83 | Пенни Ларок   | Шэрон Хорн      | Кэти Кодл   | Памела Сэнфорд |                       | ЧК 1983 · ЧМ 1083   |
| 1985—86 | Колин Джонс   | Пенни Ларок     | Кэти Кодл   | Susan Robinson | Барбара Джонс-Гордон  | ЧК 1986 (8 место)   |
| 1986—87 | Колин Джонс   | Кэй Смит        | Kim Dolan   | Кэти Кодл      |                       | КООК 1987 (4 место) |
| 1999—00 | June Campbell | Кэти Уолтер     | Karen Daku  | Leanne Whitrow | Шерри Андерсон        | ЧК 2000 (4 место)   |
| 2005—06 | Kathy Thiele  | Lorie Kehler    | Кэти Уолтер | Leanne Whitrow |                       | [ 5 ]               |

(скипы выделены полужирным шрифтом)